# اوربرگ
اوربرگ (به لاتین: Everberg) یک منطقهٔ مسکونی در بلژیک است که در کورتانبرگ واقع شده‌است. اوربرگ ۹٫۲۵ کیلومتر مربع مساحت و ۳٬۸۸۲ نفر جمعیت دارد و ۲۵–۱۰۰ متر بالاتر از سطح دریا واقع شده‌است.